# Pierre-François Hugues d'Hancarville
Pierre-François Hugues d'Hancarville, né à Nancy en 1719 et mort à Padoue en 1805, est un historien de l'art et des idées français, auteur d'essais, et qui vécut une grande partie de sa vie en Italie.

## Noms de plume
Pierre-François Hugues s'est donné plusieurs noms de plume au cours de sa vie et a livré peu d'indications concernant sa véritable identité. Le nom qui a été retenu est son patronyme véritable, suivi du titre inventé de « baron d'Hancarville ».
Il en a résulté de nombreuses imprécisions sur sa biographie. Il existe deux sources d’information légèrement divergentes, celle de Justin Lamoureux, l'autre d'Antoine Claude Pasquin, dit Valéry.

## Biographie
Très ambitieux dès son plus jeune âge, D'Hancarville aspirait à une position sociale élevée. Il choisit pour cela la voie des études et de l'instruction. Outre les sciences mathématiques, il étudia l'histoire, la littérature, les langues anciennes et plusieurs langues modernes.
Ensuite, il prit du service près du prince Louis de Mecklembourg, et parvint au grade de capitaine. Mais ses vues ne s'arrêtaient pas là : il parcourut l'Allemagne, la France, l'Espagne, le Portugal, l'Italie, se donnant pour gentilhomme, cherchant la fortune qu'il ne trouvait pas toujours. Au cours de ces voyages, il aurait changé plusieurs fois la version qu'il donnait de son origine.
À Naples, il entre en relation avec William Hamilton, ambassadeur d'Angleterre, qui s'occupait beaucoup des monuments et des collections antiques, et trouvait chez d'Hancarville l'érudition d’un savant et le talent d'un artiste. C'est d’après les collections formées par W. Hamilton qu'il exécuta son grand ouvrage sur les antiquités étrusques, grecques et romaines, œuvre magnifique, mais dont l'importance et le prix élevé en raison des gravures qu'il comportait, ont été diminués par d’autres productions du même genre qui ont paru depuis. L'ouvrage est publié à Naples en 1766-1767, illustré et en version bilingue français-anglais.
En 1780, d’Hancarville revint en France ; peu de temps après, il se rendit en Angleterre, où il resta quelques années. En voyant plus tard sa patrie livrée aux troubles révolutionnaires, il fut peu tenté d'y rentrer, mais il retourna en Italie. Selon divers témoignages, c'était un plaisir bien vif que celui de l'avoir pour cicérone, à Rome surtout, lorsqu'on  visitait les emplacements les plus célèbres, les  grands monuments antiques de toutes les espèces. Il passa beaucoup de temps à Venise, où il était de la société intime de madame Marini-Albrizzi, qui a tracé de lui, dans ses Ritratti, un portrait charmant. On ne pouvait ne point penser à lui en lisant L'Antiquaire, l’un des meilleurs romans de Walter Scott. Il habitait aussi très souvent Padoue ; et c'est là qu'il  vit arriver le dernier terme de sa longue carrière, le 9 octobre 1805.
On a beaucoup varié sur le  lieu et l'époque de sa mort. La date qu'on vient de donner est la seule admissible, parce qu'elle  est consignée dans le lieu de sa sépulture, l'église de St-Nicolas.

## Témoignages
Hippolyte de La Porte (1770-1852), auteur de l’article consacré à d'Hancarville dans la Biographie universelle ancienne et moderne de Michaud (1811), a vécu en Italie de 1797 à 1800 et il se souvenait d’avoir quelquefois entendu d'Hancarville, à Venise, lire des dissertations pleines d'érudition et de charme, où ce savant ingénieux expliquait à sa manière toutes les intentions de Raphaël, le sujet de ses magnifiques tableaux qu'on admire aux Stanze du Vatican, tous les personnages qui sont en scène, leurs actions et presque leurs paroles, comme s'il était entré dans l'atelier du peintre immortel, comme s'il en avait reçu d'honorables confidences.
Le comte Cicognara a donné des fragments de ces dissertations dans son Vite de più insigni pittori e Scultori Ferraresi (Vie des plus importants peintres et sculpteurs).
Les titres de plusieurs autres dissertations inédites sont indiqués dans les notes de la traduction italienne de l'Histoire de la vie et des ouvrages de Raphaël de Quatremère de Quincy, par M. Francesco Longhena.
Dans son Voyage en Italie, guide du voyageur et de l'artiste (1838), Valéry affirme que D'Hancarville n'est pas mort à Rome en 1799 ou 1800, comme l'indique l'article de Justin Lamoureux, mais à Padoue en 1805 ; en effet, l'acte de décès de la paroisse, du 10 octobre 1805, porte que le baron d'Hancarville est mort la veille, de la fièvre, à la première heure de la matinée, après une maladie de deux mois, après avoir reçu tous ses sacrements, et qu'il était âgé d'environ quatre-vingt-six ans ; la mention de son âge indiquerait donc que l'époque de sa naissance n'est probablement pas plus exacte, et que sa naissance remonterait à l'année 1719, au lieu de 1729 indiquée dans l'Examen et le Dictionnaire. Par ailleurs, les manuscrits restés inédits étaient entre les mains d'un Anglais, M. Wolstenholme Parr, qui devait, dit-on, les publier en Angleterre, mais qui était encore à Padoue en 1830. Des personnes de la société de Padoue, amis intimes de d'Hancarville, affirment que telle était l'ancienneté de ses souvenirs, qu'il avait dû atteindre cet âge avancé.

## Œuvre
D'Hancarville publia en 1759, sous le voile de l'anonymat, un Essai de politique et de morale calculée. Prétendre, comme il essayait de le prouver, que l'on peut porter le calcul jusque dans la morale, et asservir les maximes de la politique  aux lois d'une analyse rigoureuse, était une généreuse erreur de son cœur et de son esprit, tout à la fois. Il en resta seulement l'idée de quelques aperçus neufs et profonds que l'auteur avait fait jaillir d'un système inadmissible.
Il était un homme fortement organisé, dominé par son imagination, par la fougue de son caractère et par des passions très vives. Il  entra d'abord au service du prince Louis, duc de  Wurtemberg, et y obtint bientôt de l'avancement, changea de nom en Prusse, au Portugal et en  Italie, selon les différents rôles qu'il lui plaisait de jouer, fut détenu à Spandau, puis à Paris au Fort-l’Évêque, précisément en raison de ses déguisements, peut-être aussi de ses dettes.
Après bien des vicissitudes, il accompagna à Naples  William Hamilton, ministre de la Grande-Bretagne qui était aussi un antiquaire et archéologue passionné. C'est là qu'il publia, en anglais et en français, l’ouvrage Antiquités étrusques, grecques et romaines, qui lui assura une grande notoriété amplement méritée.
Lorsque Winckelmann, le célèbre archéologue, antiquaire et historien de l'art allemand, qui sera assassiné le 8 juin 1768 à Trieste, vint à Naples, ce savant ne céda  point aux préventions qu'on cherchait à lui inspirer contre l'aventurier  français : il accepta un logement chez lui, et ils  conçurent l'un pour l'autre une affection qui ne s'est pas démentie. Lorsque la mort vint le surprendre, d'Hancarville fit graver, dans son livre l'inscription suivante :
« D. M.
Joan. Winckelmann
vir. optim. amie, cariss.
Pet. d'Hancarville
dolens fecit
orco peregrino ».
Winckelmann, dans plusieurs de ses lettres, rend  un mérite éclatant au mérite de d'Hancarville, qu'il appelait avec gaieté "le Capitaine Tempête".
Il était célèbre aussi comme auteur d'ouvrages licencieux. Un de ces ouvrages, imprimé à Naples, lui attira des désagréments.

## Publications
- 1759 : Essai de politique et de morale calculée. Tome premier (et unique), in-12.
- 1766-1767 : Antiquités étrusques, grecques et romaines. Tirées du cabinet de M. Hamilton, envoyé extraordinaire de S.M. britannique en cour de Naples (en anglais et en français), Naples, 4 vol. in-fol. max. Il y a deux nouvelles éditions de celle belle collection : l'une gravée et publiée par François-Anne David (1787-1788) ; l'autre en français et en anglais, Florence, 1801-08, 4 vol. gr. in-fol., un peu moins bien exécutées, pour les gravures d'Antoine Cardon, que l'édition originale.
- 1771 : Veneris et Priapi uti observantur in gemmis antiquis. Lugduni-Batavorum, sive anno, 2 petits in-4, Naples, qui attira des désagréments à l'auteur ; Londres, un peu plus tard. Ces dissertations seront reprises plus tard.
- 1780 : Monuments de la vie privée des douze Césars, d'après une suite de pierres gravées sous leurs règnes. Sabellus (Caprée), Leclerc (Nancy), in-4.
- 1784 : Monuments du culte secret des dames romaines, pour servir de suite aux « Monuments de la vie privée des douze Césars ». Sabellus (Caprée), Leclerc (Nancy), in-4.
- 1785 : Recherches sur l'origine, l'esprit et les progrès des arts dans la Grèce, Londres, Appleyard, 3 vol. in-4.